# ماتانجي
ماتانجي (بالسنسكريتية: मातङ्गी)‏، هي إلهة هندوسية. وواحدة من المهافديا، وهنَّ عشرة إلهات تنترية وجانب من جوانب الأم الإلهية الهندوسية. تعتبر الشكل التانتري لساراسواتي، إلهة الموسيقى والتعلم. ماتانجي هي القائمة على الكلام والموسيقى والمعرفة والفنون. وتُعبد من أجل اكتساب قوى خارقة للطبيعة، وخاصة السيطرة على الأعداء، ولفت الناس إلى ذواتهم، واكتساب السيطرة على الفنون واكتساب المعرفة العليا.